# Долинин, Александр Алексеевич
Алекса́ндр Алексе́евич Доли́нин (Искоз-Долинин; род. 22 июня 1947, Ленинград) — советский, с 1991 года американский, историк литературы, пушкинист и переводчик, педагог. Кандидат филологических наук (1977).

## Биография
Родился 22 июня 1947 года в Ленинграде, в семье экономикогеографа Алексея Аркадьевича Искоз-Долинина (1915—1980) и Лидии (Лии) Моисеевны Гуревич (1909—2002). Брат кинооператора и режиссёра Дмитрия Долинина, внук филолога А. С. Искоз-Долинина. Племянник филологов Анны Долининой, Натальи Долининой и Константина Долинина.
В 1970 году окончил филологический факультет Ленинградского государственного университета, там же в 1977 году получил учёную степень кандидата филологических наук.
До 1986 года работал в Ленинградском финансово-экономическом институте, с 1988 по 1998 годы — в Институте русской литературы (Пушкинский Дом) .
В 1991 году приглашён преподавать в летней школе колледжа Мидлберри и в университете штата Висконсин в Мэдисоне, в США.
С 1993 года — профессор, затем почётный профессор университета штата Висконсин в Мэдисоне, США.
Член Союза писателей Санкт-Петербурга и Санкт-Петербургского ПЕН-клуба.

## Научная деятельность
Специалист по русской прозе XIX—XX веков, английской и американской литературе, русско-английским литературным связям. Писал о творчестве Вальтера Скотта, Марка Твена, Р. Киплинга, У. Фолкнера, А. С. Пушкина, Ф. М. Достоевского, готовил к изданию произведения В. В. Набокова, переводил с английского его прозу. Автор многочисленных научных публикаций на различных языках, участник многих международных симпозиумов, лектор крупнейших университетов мира.

## Книги
- История, одетая в роман: Вальтер Скотт и его читатели. — М.: Книга, 1988. — 315 с. — (Судьбы книг).
- Истинная жизнь писателя Сирина: Работы о Набокове. — СПб.: Академический проект, 2004. — 400 с.
  - Издание второе, дополненное. — СПб.: Симпозиум, 2019. — 567 с.
- Пушкин и Англия: Цикл статей. — М.: Новое литературное обозрение, 2007. — 275 с.
- Комментарий к роману Владимира Набокова «Дар». — М.: Новое издательство, 2018. — 648 с.
- «Гибель Запада» и другие мемы: Из историй расхожих идей и словесных формул. — М.: Новое издательство, 2020. — 156 с.
- Пушкин. Анджело. Комментарий Александра Долинина. — М.: Рутения, 2022. — 157 с.
- О Пушкине, О Пастернаке. Статьи разных лет. — М.: Новое литературное обозрение, 2022. — 528 с.
- Путешествие по «Путешествию в Арзрум». — М.: Новое издательство, 2023. — 308 с.

## Признание
- Номинант на Премию Андрея Белого (2005, номинация «Гуманитарные исследования», за книгу «Истинная жизнь писателя Сирина»)
- Лауреат Международной премии имени Ефима Эткинда (2008, номинация «За лучшую книгу о русской культуре», за книгу «Пушкин и Англия»)
- Номинант на премию «Просветитель» (2019, за книгу «Комментарий к роману Владимира Набокова „Дар“»)
- Шорт-лист премии имени Александра Пятигорского (2019, за книгу «Комментарий к роману Владимира Набокова „Дар“»)
- Шорт-лист и суперфинал премии НОС (2019, за книгу «Комментарий к роману Владимира Набокова „Дар“»)
- Номинант на премию «Просветитель» (2020, за книгу «Гибель Запада» и другие мемы: Из историй расхожих идей и словесных формул")
- Nabokov Online Journal (NOJ) Prize for the Best Book in the Area of Nabokov Studies from 2015 through 2020 for «Комментарий к роману Владимира Набокова „Дар“» (2021)
- Премия «Глобус» памяти Е. Ю. Гениевой журнала «Знамя» и Всероссийской Государственной библиотеки иностранной литературы (2021) за статью «Уроки английского» Бориса Пастернака: текст и его подтексты" («Знамя», 2020, № 11)